# Cheilosia flavicornis
Cheilosia flavicornis är en tvåvingeart som först beskrevs av Fabricius 1781.  Cheilosia flavicornis ingår i släktet örtblomflugor, och familjen blomflugor.
Artens utbredningsområde är Tyskland. Inga underarter finns listade i Catalogue of Life.